# Villers-devant-Mouzon
Villers-devant-Mouzon település Franciaországban, Ardennes megyében. Lakosainak száma 104 fő (2022. január 1.). Villers-devant-Mouzon Autrecourt-et-Pourron, Haraucourt, Remilly-Aillicourt, Douzy és Mouzon községekkel határos.

## Népesség
A település népessége az elmúlt években az alábbi módon változott:
| Lakosok száma | 93   | 82   | 130  | 113  | 91   | 94   | 101  | 108  | 109  | 104  |
|               | 1968 | 1982 | 1990 | 2006 | 2013 | 2015 | 2017 | 2019 | 2020 | 2022 |